# Darrell F. Smith
Darrell Fenwick Smith (* 13. Februar 1927 in Provo, Utah; † 5. Juni 2013) war ein US-amerikanischer Soldat, Missionar, Jurist und Politiker (Republikanische Partei).

## Werdegang
Darrell Fenwick Smith, ältester Sohn von Eleanor Seegmiller und Walter Fenwick Smith, wurde 1927 im Utah County geboren. Im jungen Alter verlor er seinen Vater. Er und seine drei Geschwister wurden dann von ihrer Mutter aufgezogen. Als Folge davon lernte er harte Arbeit kennen und für andere zu sorgen. Er graduierte am Dixie College in St. George (Washington County).
Während des Zweiten Weltkrieges diente er in der US-Navy. Danach war er als Vollzeitmissionar für die Kirche Jesu Christi der Heiligen der Letzten Tage in Kalifornien tätig.
Er zog dann nach Washington, D.C. Dort traf er seine zukünftige Ehefrau, Marjorie Ann Hill. Sie heirateten am 27. August 1951 im Salt Lake Temple. Das Paar lebte in Washington, D.C. In der Folgezeit besuchte er die American University Law School, wo er 1956 seinen Juraabschluss machte. Er diente in der United States Navy Reserve. Seine Zulassung als Anwalt erhielt er 1957. Während ihres Aufenthalts in Washington, D.C. bekamen die Smiths dort drei Kinder: Wendy, Becky und Kevin.
1958 zog die Familie nach Arizona und ließ sich in Mesa (Maricopa County) nieder. Das Paar bekam dort zwei weitere Kinder: Karen und Teresa.
Smith praktizierte den größten Teil seines Lebens als Jurist in Arizona. Er begann im Büro des Bezirksstaatsanwalts zu arbeiten und eröffnete dann seine eigene Anwaltspraxis. 1964 wurde er zum Attorney General von Arizona gewählt und einmal wiedergewählt. Smith bekleidete den Posten von 1965 bis 1969. Während seiner Amtszeit war er maßgeblich an der Verabschiedung der Verbraucherschutzgesetze beteiligt.
Smith war ein aktives Mitglied der Kirche Jesu Christi der Heiligen der Letzten Tage. Er diente in vielen Positionen, einschließlich als Pfadfinderleiter, Bischof und Berater der Mesas West Stake Presidency. 1981 wurde ihm und seiner Ehefrau die Leitung der England Birmingham Mission übertragen, welche sie beide drei Jahre lang innehatten.
Nach seinem Tod wurde er auf dem Stadtfriedhof in Mesa beigesetzt.